# Thoury (Loir i Cher)
Thoury és un municipi francès, situat al departament del Loir i Cher i a la regió de Centre – Vall del Loira. L'any 2007 tenia 378 habitants.

## Demografia

### Població
El 2007 la població de fet de Thoury era de 378 persones. Hi havia 162 famílies, de les quals 44 eren unipersonals (20 homes que vivien sols i 24 dones que vivien soles), 63 parelles sense fills, 51 parelles amb fills i 4 famílies monoparentals amb fills.
La població ha evolucionat segons el següent gràfic:
Habitants censats

### Habitatges
El 2007 hi havia 221 habitatges, 164 eren l'habitatge principal de la família, 44 eren segones residències i 13 estaven desocupats. Tots els 221 habitatges eren cases. Dels 164 habitatges principals, 140 estaven ocupats pels seus propietaris, 18 estaven llogats i ocupats pels llogaters i 6 estaven cedits a títol gratuït; 1 tenia una cambra, 7 en tenien dues, 44 en tenien tres, 37 en tenien quatre i 75 en tenien cinc o més. 125 habitatges tenien, pel cap baix, una plaça de pàrquing. A 65 habitatges hi havia un automòbil i a 88 n'hi havia dos o més.

### Piràmide de població
La piràmide de població per edats i sexe el 2009 era:
| Homes | Edats   | Dones |
| ----- | ------- | ----- |
| 0     | 95 o +  | 0     |
| 0     | 90 a 94 | 0     |
| 0     | 85 a 89 | 4     |
| 4     | 80 a 84 | 0     |
| 4     | 75 a 79 | 8     |
| 16    | 70 a 74 | 4     |
| 20    | 65 a 69 | 20    |
| 4     | 60 a 64 | 12    |
| 8     | 55 a 59 | 4     |
| 12    | 50 a 54 | 8     |
| 24    | 45 a 49 | 28    |
| 20    | 40 a 44 | 16    |
| 4     | 35 a 39 | 4     |
| 8     | 30 a 34 | 4     |
| 0     | 25 a 29 | 4     |
| 20    | 20 a 24 | 4     |
| 12    | 15 a 19 | 28    |
| 8     | 10 a 14 | 16    |
| 0     | 5 a 9   | 4     |
| 0     | 0 a 4   | 0     |

## Economia
El 2007 la població en edat de treballar era de 247 persones, 184 de les quals eren actives i 63 eren inactives. De les 184 persones actives 168 estaven ocupades (92 homes i 76 dones) i 16 estaven aturades (6 homes i 10 dones). De les 63 persones inactives 28 estaven jubilades, 14 estaven estudiant i 21 estaven classificades com a «altres inactius».

### Ingressos
El 2009 a Thoury hi havia 178 unitats fiscals, que integraven 408 persones; i la mediana anual d'ingressos fiscals per persona era de 18.136 €.

### Activitats econòmiques
Dels 15 establiments que hi havia el 2007, 6 eren d'empreses de construcció, 4 d'empreses de comerç i reparació d'automòbils, 1 d'una empresa de transport, 1 d'una empresa d'hostatgeria i restauració, 2 d'empreses d'informació i comunicació i 1 d'una empresa immobiliària.
Dels 6 establiments de servei als particulars que hi havia el 2009, 1 era un paleta, 2 guixaires pintors, 2 lampisteries i 1 electricista.
L'any 2000 a Thoury hi havia 6 explotacions agrícoles, que ocupaven un total de 87 hectàrees.

## Equipaments sanitaris i escolars
El 2009 hi havia una escola elemental integrada dins d'un grup escolar amb les comunes properes que formaven una escola dispersa.

## Poblacions més properes
El següent diagrama mostra les poblacions més properes.